# Parque Estadual do Turvo

Der Parque Estadual do Turvo (deutsch: „Staatspark Turvo“) ist ein brasilianisches Schutzgebiet. Es ist das älteste Schutzgebiet des Bundesstaats Rio Grande do Sul im Süden Brasiliens und hat den IUCN-Status II, der dem eines Nationalparks entspricht. Das Gebiet wurde am 11. März 1947 unter Schutz gestellt.

## Lage
Hier werden auf etwa 168 km² im Gebiet des Munizips Derrubadas die ursprünglichen Wälder am Ufer des Río Uruguay geschützt. Der Park liegt etwa 530 km westlich der Hauptstadt Porto Alegre an der Grenze zu Argentinien (Provinz Misiones) und dem Bundesstaat Santa Catarina.

## Fauna und Flora
In den Wäldern wachsen Acaiacá und Cabralea (Mahagonigewächse), Garapa und Kordien. In den Waldgebieten leben vom Aussterben bedrohte Tierarten wie der Jaguar, der Puma, das Weißbartpekari, der Flachlandtapir, der Scharlachkopfspecht, der Schwarzmaskenguan und die Capueirawachtel. Der Park bietet auch den Waldkaninchen einen Lebensraum.
Außerdem leben dort Goldtukane, Braunohrarassaris und Bunttukane.
Die touristische Attraktion des Parks ist der mit 1800 m längste Längswasserfall der Welt, der Salto Yucumã, der in Argentinien Saltos del Moconá genannt wird.